# Kamienica przy ulicy Szpitalnej 4 w Krakowie
Kamienica przy ulicy Szpitalnej 4 – zabytkowa kamienica znajdująca się w Krakowie, w dzielnicy I Stare Miasto przy ulicy Szpitalnej, na Starym Mieście.
Pierwotny budynek powstał już w czasach średniowiecza. Przez stulecia był wielokrotnie przebudowywany oraz remontowany. W 1869 została przeprowadzona znacząca przebudowa budynku połączona z nadbudową drugiej kondygnacji zgodnie z projektem Jacka Matusińskiego. 
W latach 1898–1899 została wyremontowana fasada budynku według projektu polskiego architekta, Władysława Ekielskiego. Remont nadał budynkowi fasadę wykonaną z cegły.
5 grudnia 1999 kamienica została wpisana do rejestru zabytków. Znajduje się także w gminnej ewidencji zabytków.